# Municipio de Bethel (Dakota del Norte)
El municipio de Bethel (en inglés: Bethel Township) es un municipio ubicado en el condado de Towner en el estado estadounidense de Dakota del Norte. En el año 2010 tenía una población de 32 habitantes y una densidad poblacional de 0,34 personas por km².

## Geografía
El municipio de Bethel se encuentra ubicado en las coordenadas 48°30′29″N 99°1′31″O / 48.50806, -99.02528. Según la Oficina del Censo de los Estados Unidos, el municipio tiene una superficie total de 93.11 km², de la cual 92.39 km² corresponden a tierra firme y (0.77%) 0.71 km² es agua.

## Demografía
Según el censo de 2010, había 32 personas residiendo en el municipio de Bethel, todas de raza blanca. La densidad de población era de 0,34 hab./km².